# Jorge Pérez (judoka)
Jorge Daniel Pérez Álvarez (ur. 23 kwietnia 1999) – chilijski judoka. 
Startował w Pucharze Świata w latach 2018-2020 i 2023. Wicemistrz igrzysk Ameryki Południowej w 2022. Brązowy medalista igrzysk boliwaryjskich w 2022 roku.